# 张文兵
张文兵（1971年11月—），男，汉族，安徽霍邱人，中华人民共和国政治人物。现任中共湖北省委常委、省政府常务副省长，中共二十届中央候补委员。

## 生平
1994年7月，毕业于中国人民大学农业经济系农业经济管理专业。历任皖西联大（现皖西学院）经贸系教师，皖西联大六安地区农科教培训中心行政秘书，皖西联大经贸系副主任（正科级，主持工作），皖西联大经贸系主任（副处级），皖西学院经贸系副主任、党总支副书记，皖西学院经济与管理科学系主任。其间，于1998年至2000年11月在安徽大学经济学院政治经济学专业研究生课程班在职学习，于2001年9月至2004年6月在中国人民大学农业经济系农业经济管理专业在职研究生学习获管理学博士学位。
2005年3月，任皖西学院副院长。2011年8月，任皖西学院院长。2013年10月，调任合肥学院院长。2016年调至北京，担任国家质量监督检验检疫总局产品质量监督司司长。2018年8月，任国家市场监督管理总局产品质量安全监督管理司司长。2020年1月，任国家市场监督管理总局标准技术管理司司长。2020年7月，任湖北省人民政府党组成员、副省长。
2021年12月，任中共湖北省委常委，成为湖北省首位70后省委常委。2022年3月，改兼中共湖北省委组织部部长，随后辞去湖北省副省长职务。2025年6月9日，出任湖北省人民政府党组副书记；同月19日，任湖北省人民政府常务副省长。